# Chironinae
Chironinae zijn een onderfamilie van kevers uit de familie van de bladsprietkevers (Scarabaeidae).